# Kay Adams
Katherine Corleone este un personaj fictiv din romanul lui Mario Puzo, Nașul. În ecranizare regizată de Francis Ford Coppola, rolul său a fost interpretat de către Diane Keaton.